# Vegueria
A vegueria (em catalão vegueria ou antigamente vegueriu) é uma demarcação territorial histórica da Catalunha de origem medieval, que existiu dos séculos XII a XVIII, época em que foi substituída pelos corregimentos, através do Decreto de Nova Planta promulgado pelo rei Filipe V, depois da Guerra de Sucessão Espanhola.
Atualmente está a decorrer um processo de recuperação das veguerias na Catalunha. No Estatuto de Autonomia da Catalunha de 2006 é restabelecida a vegueria como a divisião territorial com personalidade jurídica própria e com duas funções: o governo intermunicipal de cooperação local e a organização dos serviços da Generalitat da Catalunha.

## História
As veguerias surgem como alternativa aos condados —próprios do regime feudal na Alta Idade Média— para reforçar o poder territorial do monarca, através de um aparelho administrativo mais centralizado, ao contrário do caráter doméstico das instituições senhoriais.
O «veguer», do latim vicarius —representante de uma autoridade superior—, era um funcionário que assumia responsabilidades judiciais e de representação do Conde de Barcelona no território sob a sua jurisdição.

Divisão territorial segundo os impostos cobrados em 1304
Veguerias
Senhorios sem veguer
Domínio do Vall d'Aran

No século XII existiam dez veguerias, que se foram ampliando à medida que o poder real se ia impondo às jurisdições feudais, acabando por se estabelecer como demarcação territorial básica. Na época de Jaime II de Aragão existiam as seguintes veguerias:
- Vegueria de Bages, ou de Manresa, com a subvegueria de Moianès, que posteriormente passou a depender de Barcelona, e depois com as subveguerias de Berga e de Lluçanès.
- Vegueria de Barcelona, com a subvegueria de Vallès, e durante uns tempos com as subveguerias de Igualada e de Moianès..
- Vegueria de Berga, depois subvegueria dependente de Manresa.
- Vegueria de Besalú, depois subvegueria dependente de Girona.
- Vegueria de Camarasa, depois incorporada à de Lleida.
- Vegueria de Camprodon.
- Vegueria de Cervera, com as subveguerias de Agramunt e de Prats de Rei.
- Vegueria de Girona.
- Vegueria de Lleida, com a subvegueria de Balaguer, depois denominada vegueria de Lleida, Pallars e Camarasa.
- Vegueria de Montblanc.
- Vegueria de Osona, ou de Vic.
- Vegueria de Pallars, depois subvegueria dependente de Lleida.
- Vegueria de Ral (Sant Pau de Segúries), depois subvegueria dependente de Osona.
- Vegueria de Ribagorça, extinguida no século XIV.
- Vegueria de Ripollès, ou de Ripoll, depois subvegueria dependente de Osona.
- Vegueria de Tarragona.
- Vegueria de Tàrrega.
- Vegueria de Tortosa.
- Vegueria de Vilafranca del Penedès, com a subvegueria de Igualada depois incorporada a Barcelona.

O artigo 30.º do decreto de Nova Planta de 16 de janeiro de 1716, substituía as veguerias pelos corregimentos. As 24 unidades de veguerias e subveguerias foram agrupadas em 12 corregimentos sem modificar os limites. Do ponto de vista geográfico era uma continuidade das veguerias com um maior equilíbrio. Politicamente era a imposição do sistema de governação do Reino de Castela. Popularmente sobreviveu a denominação vegueria como sinónimo de corregimento.